# Louis-François Vanderstraeten
Pour les articles homonymes, voir Vanderstraeten.
Louis-François Vanderstraeten (Ixelles, 15 avril 1919 - Furnes, 22 avril 2011) est un ancien officier de carrière et historien belge. Spécialiste de la période de décolonisation du Congo belge et du Ruanda-Urundi.

## Biographie
Docteur en histoire de l'université libre de Bruxelles, spécialiste de la période de décolonisation en Afrique centrale, il fut lauréat de l'Académie royale des sciences d'outre-mer.
Ancien officier supérieur de l'armée belge, il fut un témoin de premier plan de la mutinerie de la Force publique du Congo en juillet 1960.

### Avant 1946
Né en 1919, il grandit à Ixelles et fait sa scolarité à l'Institut Saint Boniface dont il sort diplômé en 1935. Il fera également partie de l'unité scoute de l'Institut, unité au sein de laquelle il connaitra un routier (scout aîné) du nom de George Rémy (plus connu sous le nom d'Hergé). Après une année préparatoire dite de "Mathématiques spéciales" au Collège Saint-Michel, il entre à l'école de guerre dont il sort promu en juin 1939. Il est affecté à la force aérienne comme officier navigateur sur Savoia Marchetti. 
Pendant la seconde guerre mondiale, il reste en Belgique, comme d'autres officiers de carrière qui exécutent les ordres du gouvernement belge en exil à Londres au sein de l'Armée secrète (AS).

### L'Afrique des grands lacs
Muté au Congo belge en février 1946, il y occupera différentes fonctions de commandement jusqu'en juillet 1960.
Il est ensuite nommé en août 1960 au Rwanda, où il est chargé de mettre sur pied et d'organiser la Garde nationale, future armée régulière rwandaise. Resté à son poste après l'indépendance, il quitte le Rwanda sur un différend avec les autorités politiques en 1964 et remet son commandement au capitaine Juvénal Habyarimana. Ce dernier deviendra plus tard chef de l'État de la république rwandaise.

### Parcours académique
Mettant un terme à sa carrière militaire après avoir exercé différentes fonctions en Belgique et en Allemagne, il se consacre à l'étude de l'histoire et défend une thèse doctorale à l'Université libre de Bruxelles, thèse dont l'Académie royale des sciences (Académie royale des sciences, des lettres et des beaux-arts de Belgique) entreprendra ensuite la publication.
Il sera à ce titre souvent cité (voir références) ou consulté, en tant qu'expert dans le cadre de nombreux travaux de recherche consacrés à l'étude de la période de décolonisation des anciens territoires belges d'Afrique centrale.
Il a reçu de nombreuses distinctions honorifiques, belges et étrangères.

## Publications
- De la Force publique à l'armée nationale congolaise : Histoire d'une mutinerie, Académie royale de Belgique, Bruxelles, 1993 (1re éd. 1985), 613 p. + pl.  (ISBN 2-8031-0104-1)
- La Répression de la révolte des Pende du Kwango en 1931, Académie royale des sciences d'outre-mer, Bruxelles, 2001, 146 p.  (ISBN 90-75652-23-2)
- « La Force publique et la préparation de l'indépendance », in O. Lanotte (dir.), La Belgique et l'Afrique centrale. De 1960 à nos jours, GRIP, éd. Complexes, Bruxelles, 2000, p. 100-103.
- E.A. Jacobs ; A. Clayton, J. Delmas, L. F. Vanderstraeten (et al.), Défense et maintien de l'ordre en Afrique centrale à l'époque contemporaine de la colonisation belge (1908-1962) : actes du colloque international du 17 octobre 1992 - Defensie en ordehandhaving in Centraal Afrika ten tijde van de belgische colonisatie (1908-1962), Musée royal du Cinquantenaire, Centre d'histoire militaire, Bruxelles, 1994
- « Le Rwanda de novembre 1959 à janvier 1964 », in La Belgique militaire, 1995
- « La Force publique congolaise de 1918 à 1960 », in Actes du Colloque d'Histoire militaire belge (1830-1980). Bruxelles, 26-28 mars 1980. Akten van het Colloqium over de Belgische Krijgsgeschiedenis (1830-1980). Brussel, 26-28 maart 1980, musée royal de l'Armée, Bruxelles, 1981, 528 p. (collection « Centre d'Histoire Militaires - Travaux », no 16)
- Vanderstraeten L.-F., Harold d'Aspremont Lynden, dans Nouvelle Biographie Nationale, t. VIII, Bruxelles, 2005, p. 77-80.
- Louis-François Vanderstraeten, “Léopold II et la Force publique”, in Léopold II et la Force publique au Congo, ouvrage collectif, Bruxelles, 1985
- Louis-François vanderstraeten, “La Force publique et la préparation de l’indépendance”, in La Belgique et l’Afrique centrale : de 1960 à nos jours, Bruxelles, 2000, p. 99-106.
- Crahay (Lieutenant-général e.r. Albert), "L'armée belge entre les deux guerres", Bruxelles, Louis Musin, 1978, 263p.

## Citations
- A.A. J. Van Bilsen, « De Kongokrisis van juli 1960. Aantekeningen bij een recent boek », Revue belge de philologie et d'histoire, 1987, volume 65, numéro 65-4, p. 812-825
- citation : Jean-Claude Willame, Patrice Lumumba : la crise congolaise revisitée, Paris, Karthala, 1990, collection Les Afriques
- citation : Isidore Ndaywel è Nziem, Histoire générale du Congo : de l'héritage ancien à la République démocratique, Duculot (De Boeck-Larcier), Paris Bruxelles, 1998
- citation : Patrick Lefèvre; Jean-Noël Lefèvre, Les Militaires belges et le Rwanda : 1916-2006, Bruxelles, éditions Racine, 2006.
- citation : Eric Remacle, "America, Europe, Africa 1945 - 1973 - L'Amérique, l'Europe, l'Afrique", Bruxelles, Berne, Berlin, Frankfurt, M. New York, NY Oxford Wien, PIE Peter Lang, 2009, collection La Cité européenne, no 44.
- citation : Martin Thomas, Violence and Colonial Order: Police, Workers and Protest in the European Colonial Empires, 1918–1940, Cambridge University Press, 20 septembre 2012, p. 448
- Cornet Anne, « Le soldat congolais dans la Grande Guerre. Un oublié de la propagande de guerre belge ? », Outre-Mers, 2016/1 (No 390-391), p. 211-233, note 3